# Agelena mengeella
Agelena mengeella es una especie de araña del género Agelena, familia Agelenidae. Fue descrita científicamente por Strand en 1942..